# LOFAR
LOFAR (Low-Frequency Array ofwel 'lage-frequentie telescoop') is een radiotelescoop die samengesteld is uit duizenden radioantennes. Het centrale punt bevindt zich op een terp tussen de Drentse plaatsen Exloo en Buinen en staat in verbinding met radioantennes in zeven andere Europese landen.
Door het geheel van meetpunten ontstaat er een heel groot meetbereik van radiosignalen uit het heelal. Het project neemt 400 hectare in beslag.

## Opzet
De radiotelescoop werd in 2009-2010 gebouwd en in gebruik genomen door stichting ASTRON te Dwingeloo, een instituut van de Nederlandse Organisatie voor Wetenschappelijk Onderzoek (NWO). De officiële opening door koningin Beatrix vond plaats op 12 juni 2010.
LOFAR bestaat uit een reeks van ongeveer 25.000 kleine antennes, verbonden via glasvezelkabels met de centrale computer in Groningen. Het netwerk doet astronomisch onderzoek in het frequentiebereik tussen 10 en 240 MHz. Het is geen traditionele radiotelescoop met een grote schotel, zoals de telescopen in Westerbork, de Westerbork Synthese Radio Telescoop (WSRT). LOFAR bestond bij de opening uit 36 velden met daarin kleine antennes in Noord-Nederland en andere locaties in Noord-Europa. Bij de opening waren stations met antennes gepland in Duitsland (5 stations), Groot-Brittannië (1), Frankrijk (1) en Zweden (1), allemaal verbonden met het glasvezelnetwerk. Tot 2024 is er in Duitsland een station bijgekomen, zijn er in Polen drie gebouwd (POLFAR) en Ierland en Letland elk één, stations in Italië en Bulgarije zijn gepland. De Ierse antennes zijn op 27 juli 2017 in gebruik genomen. De sturing van de bundel of kijkrichting van de telescoop gaat volledig elektronisch. Dit soort antenne wordt een phased array-antenne genoemd. LOFAR is de eerste radiotelescoop die dit principe op een zo grote schaal toepast en is dus wereldwijd een uniek project.

## Exloo/Buinen
De 'kern' van de opstelling ligt in 'Uilenbroeken', een nat gebied tussen de dorpen Exloo en Buinen in Drenthe, even ten oosten van de weg die beide dorpen verbindt. In een gebied van ruwweg 2 km diameter werd ongeveer de helft van de antennes geplaatst. Het project kostte ongeveer 150 miljoen euro en kwam gereed in september 2009.
Initieel is een IBM Blue Gene/P-supercomputer gebruikt om de enorme hoeveelheid data te kunnen verwerken naar bruikbare (beeld)informatie voor de wetenschap. De voorganger, de Supercomputer TEchnology for Linked Lofar Applications, BG/L Stella, was op 26 april 2005 in gebruik genomen in de Zernikeborg (sinds september 2014 de Smitsborg geheten), het rekencentrum van de Rijksuniversiteit Groningen, maar is in 2008 vervangen door een nieuwer, nog krachtiger systeem. Sinds 2014 wordt een GPU-gebaseerd systeem, (COBALT) gebruikt voor de correlatie van de signalen.
Naast de correlator is er in 2009 nog een tweede supercomputer van Hewlett-Packard (HP) bijgeplaatst die de offline berekeningen voor zijn rekening neemt. Deze supercomputer is samengebouwd uit standaard servers en is geconfigureerd als een zogenaamd Linux HPC cluster. Deze supercomputer is gebouwd door Betagraphics uit Hengelo (OV).

## Netwerk
Het uitgebreide en supersnelle glasvezelnetwerk dat alle antennestations verbindt met het rekencentrum in Groningen wordt ook gebruikt om andere sensoren aan te koppelen (een antenne is een sensor voor radiogolven), want LOFAR is eigenlijk een heel groot sensornetwerk dat veel breder toepasbaar is. Naast sterrenkundigen gaan ook landbouwkundigen en geofysici gebruikmaken van het netwerk.

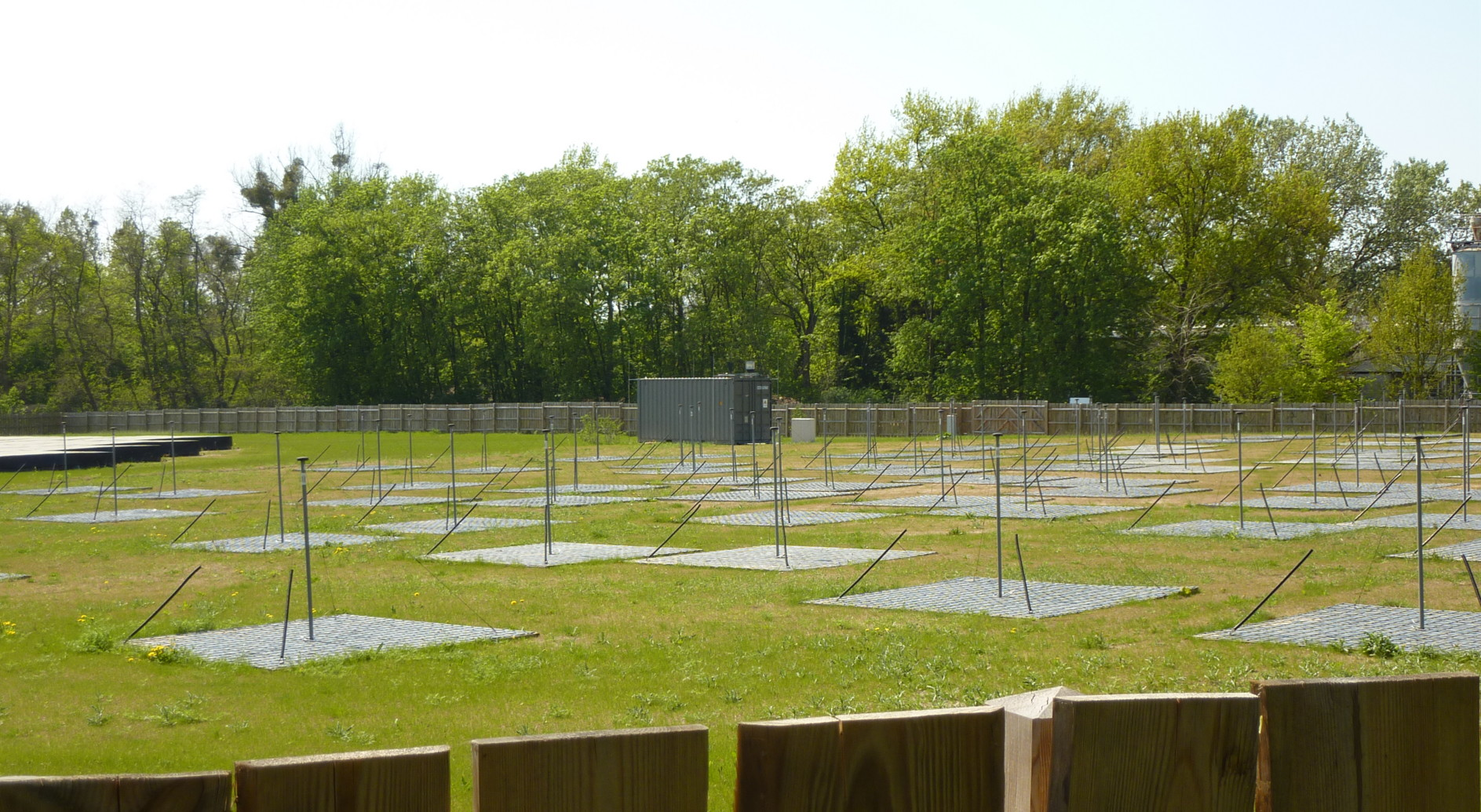
LOFAR antennes in Potsdam

In januari 2011 werden voor het eerst LOFAR antennes in verschillende landen (Nederland, Frankrijk, Duitsland en het Verenigd Koninkrijk) gekoppeld, zodat een radiotelescoop met grote gevoeligheid en een zeer hoog oplossend vermogen (ongeveer 0,2 boogseconden) ontstond. Hiermee zijn voor het eerst gedetailleerde opnamen gemaakt van de radio-quasar 3C196, op ongeveer 6,9 miljard lichtjaar afstand. In 2022 waren er 38 stations in Nederland, 6 in Duitsland, 3 in Polen, en er was 1 station in Frankrijk, Ierland, Letland, Zweden en het Verenigd Koninkrijk.

## Afbeeldingen

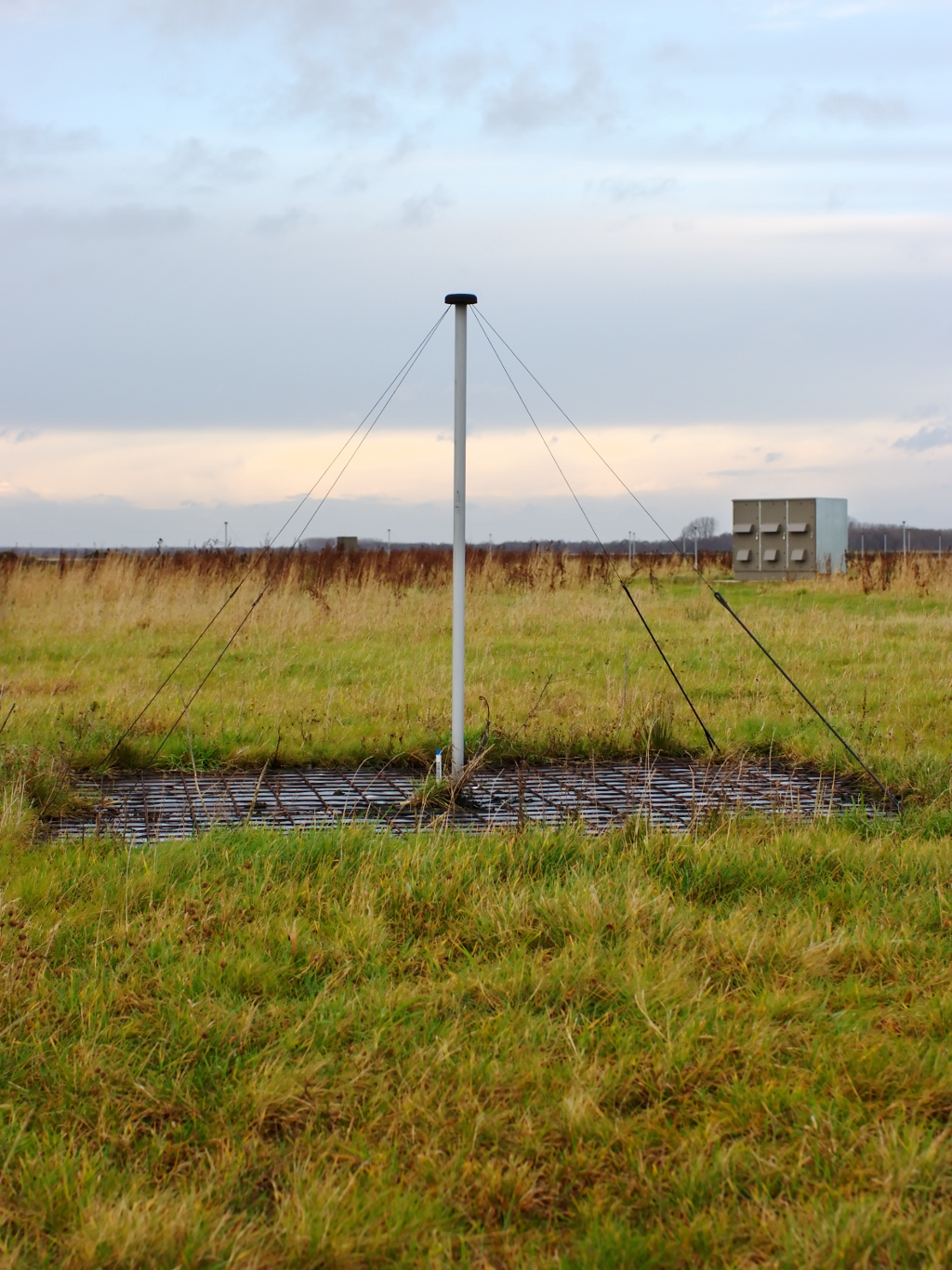
Een LBA (Low Band Antenna) voor het ontvangen van frequenties tussen 10 en 90~MHz
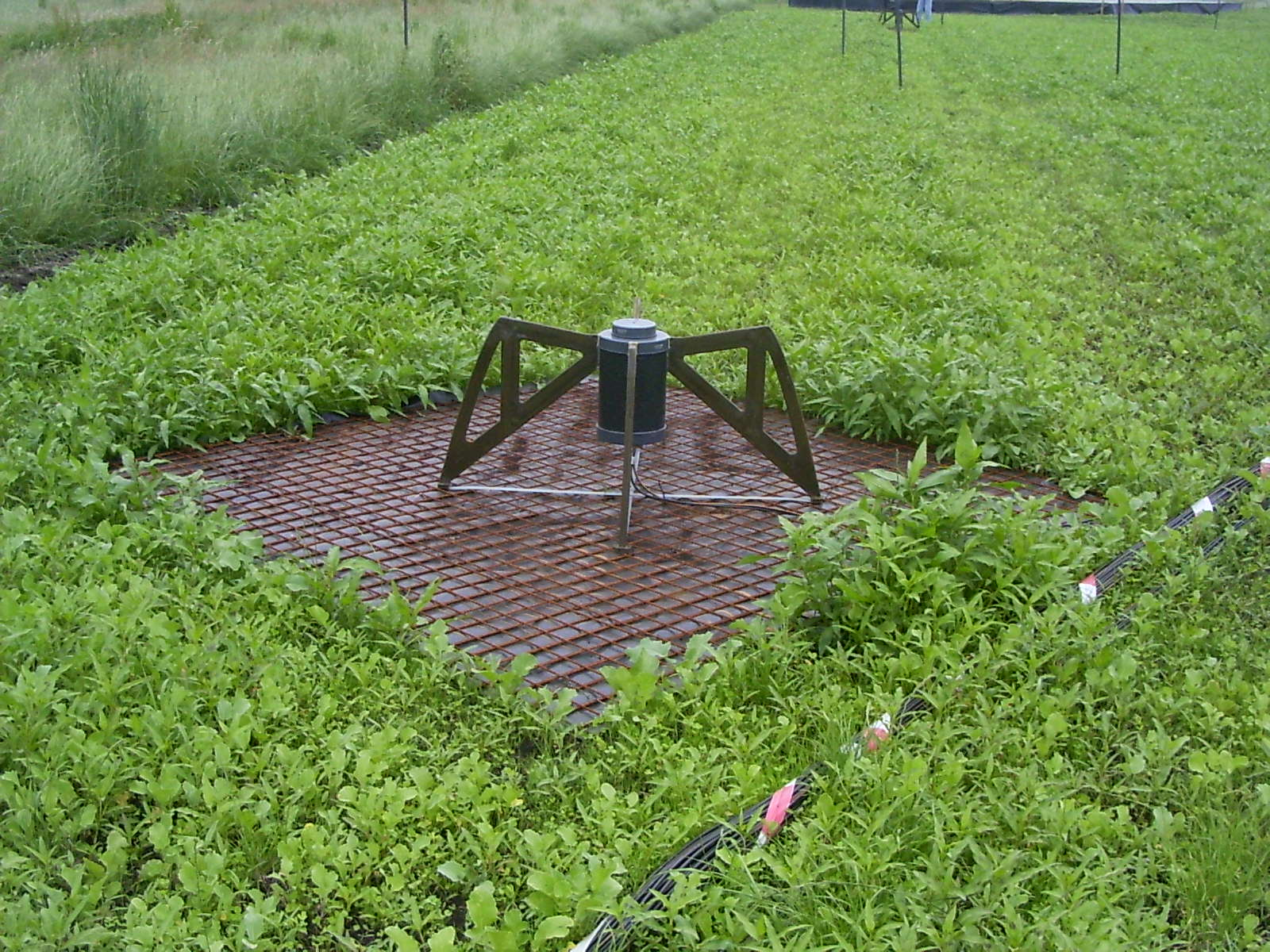
Een HBA (High Band Antenna) voor het ontvangen van frequenties tussen 110 en 250~MHz
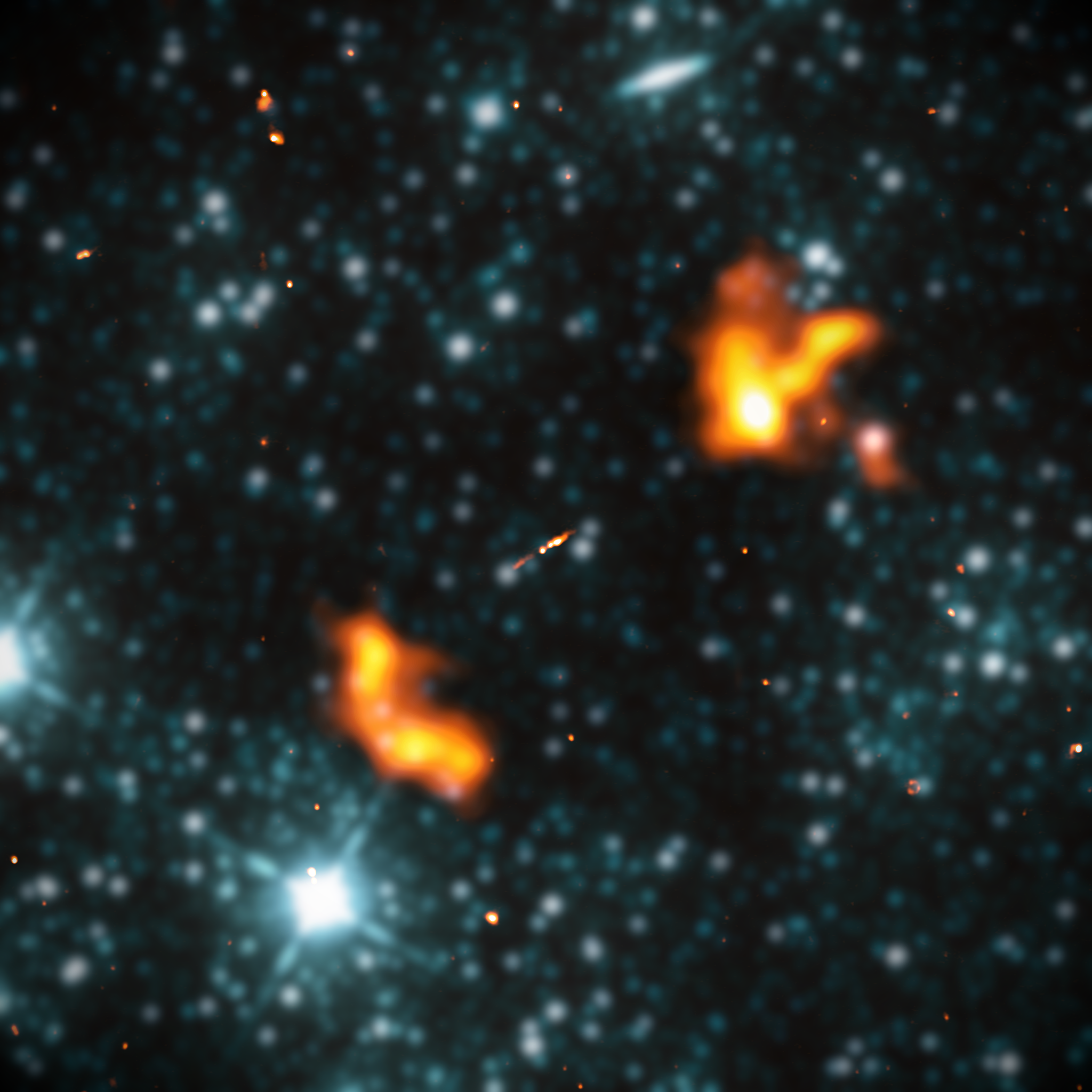
LOFAR kaart bij 144 MHz (oranje) van een radiosterrenstelsel samen met een WISE opname bij 3,4 micron

## Ander gebruik
Landbouwers gebruiken het sensornetwerk om echte precisielandbouw te kunnen beoefenen; door het in de gaten houden van gewassen en het bestuderen van de invloed van weersomstandigheden en ziekten, wordt kennis ontwikkeld over efficiënt beheer van productieprocessen.
Geofysici hangen seismische geluidssensoren aan het LOFAR-netwerk en kunnen zo de aardbodem van Noord-Nederland in kaart brengen. Nieuwe gegevens over bodemdaling, watermanagement en aardgaswinning komen daarmee ter beschikking.

## Natuur
De vele antennes in gebied Uilenbroeken bevinden zich op 'eilandjes' in een meer dan 300 hectare groot gebied dat bestaat uit rietmoeras, vochtig hooiland, natte schraallanden en open water. Het ligt in de overgangszone van Hondsrug naar Hunzedal en maakt deel uit van het Natuurnetwerk Nederland en daarvoor van de  ecologische hoofdstructuur. Sinds de inrichtingswerkzaamheden in 2008 is het uitgegroeid tot een veelzijdig nat natuurgebied. Er is een sterke grondwaterbeweging vanaf de Hondsrug. Bijzondere plantensoorten die op de natte heiden, veldrusschraallanden en in de rietmoerassen kunnen worden aangetroffen zijn onder meer trilveenvegetaties, moeraszoutgras en parnassia. Vogelsoorten als de roerdomp en de blauwborst broeden er.